# باداملو (مياندوآب)
باداملو هي قرية في مقاطعة مياندوآب، إيران. يقدر عدد سكانها بـ 237 نسمة بحسب إحصاء 2016.